# 超対称大統一理論
超対称大統一理論（ちょうたいしょうだいとういつりろん、Supersymmetric Grand Unified Theory : SUSY GUT）とは大統一理論 (GUT) を超対称化した理論、仮説である。

## 概要
素粒子標準理論ではヒッグス粒子の質量パラメータに対して2次発散が生じ、素朴にはプランク質量程度 (〜1036GeV2) になると期待される。しかしながら、この質量パラメータは現実的には電弱スケール (〜104GeV2) 程度でなければならず、繰り込みを受けることによって32桁にわたる尋常ではない相殺が起きていると考えられている。これは自然がそのように選ばれていると考えることもできるが、多くの研究者は不自然なことであると認識している。この問題をゲージ階層性問題と呼ぶ。
超対称性理論はゲージ階層性問題に対する一つの答えとなっており、高エネルギーを記述する理論として着目されている。一方で、理論に超対称性を課すと大統一理論の観点から魅力的な出来事が起こる。以下このことについて説明する。
ゲージ結合の強さは測定するエネルギースケールによって変化し、その変化の度合いは繰り込み群という手法を使って計算でき、標準理論においては三つのゲージ群のゲージ結合定数は1016GeVでほぼ一致することが知られているが、厳密には一致していない。しかし超対称標準理論でゲージ結合定数の変化を調べた場合、結合定数の一致する程度が標準理論と比較して格段に上がる。これは自然が超対称性をもっており、大統一が実現されていることを示唆するのではないかと思われる。しかし、現実的な大統一理論はいまだ構築されておらず、一部では第5の時空の次元（第4の空間方向）を考えた余剰次元理論なども提唱されている。